# Oncideres miliaris
Oncideres miliaris là một loài bọ cánh cứng trong họ Cerambycidae.